# Hamamelis virginiana
Espèce
Classification phylogénétique
Répartition géographique
L'hamamélis de Virginie (Hamamelis virginiana) est une espèce de la famille des Hamamelidaceae. C'est la seule espèce du genre Hamamelis qui se rencontre à travers l’Amérique du Nord, depuis la Nouvelle-Écosse jusqu'au Wisconsin au Nord et depuis la Floride septentrionale jusqu'au Texas au Sud.
Il s'agit d'un arbuste à feuilles caduques qui s'élève généralement jusqu'à 4,50 m (15 pieds), bien qu'il puisse parfois atteindre 9 m (30 pieds). Ses feuilles sont dentelées ou lobées, et mesurent de 8 à 15 cm de long. Les fleurs d'un jaune brillant, qui apparaissent en grappes, se composent de quatre parties et possèdent de longs pétales mesurant 2 cm. Hamamelis virginiana fleurit du milieu jusqu'à la fin de l'automne. Le fruit se présente sous la forme d'une capsule fortement lignifiée mesurant 12 mm, qui explose et projette deux graines noires à plus de 10 m (30 pieds) de distance quand elle arrive à maturité.